# Mamadou Sylla Diallo
Mamadou Sylla Diallo (Kédougou, Senegal, 20 de marzo de 1994), conocido como Mamadou Sylla, es un futbolista senegalés. Juega de delantero en el Real Valladolid C. F. de la Segunda División de España.

## Trayectoria
Nacido en Kédougou, militó en el Juvenil A blanquiazul y en las categorías inferiores del F. C. Barcelona.
En la temporada 2014-15 disputó 30 partidos con el R. C. D. Espanyol "B", filial del R. C .D. Espanyol, en Segunda División B, en los que anotó nueve goles.
En mitad de la temporada, el  Racing de Santander acordó con el Espanyol su llegada como cedido.
En la temporada 2015-16, con ficha del filial, debutó en Primera división ante el Deportivo de la Coruña en el Estadio de Riazor.
En la temporada 2016-17 el Espanyol lo cedió al K. A. S. Eupen belga, que al final de temporada ejerció la opción de compra para revenderlo al también equipo belga del K. A. A. Gante.
El 13 de agosto de 2018 fue cedido al SV Zulte Waregem por una temporada con opción de compra. En enero de 2019 se canceló la cesión y se marchó hasta final de temporada, también cedido, al Sint-Truidense.
El 5 de enero de 2020 el F. C. Orenburg de Rusia anunció su incorporación.
El 9 de octubre del mismo año regresó al fútbol español firmando por el Girona F. C. por dos temporadas, debutando dos días después y anotando el único tanto del partido ante el C. D. Leganés que le dio el triunfo a su equipo. Al inicio del segundo año que había firmado, abandonó el club tras ser traspasado al Deportivo Alavés. Aquí estuvo media campaña para ser luego cedido al Rayo Vallecano el 31 de enero de 2022.
El 1 de septiembre de 2023 firmó por una temporada con el Real Valladolid C. F. Hizo su debut la semana siguiente en un partido de la Segunda División ante el Elche C. F.

## Clubes
Actualizado al último partido disputado el 24 de mayo de 2025.
| Club                         | País          | Año           | Partidos | Goles |
| ---------------------------- | ------------- | ------------- | -------- | ----- |
| R. C. D. Espanyol "B"        | España        | 2013-2015     | 64       | 15    |
| Racing de Santander (cedido) | España        | 2014-2015     | 11       | 3     |
| R. C. D. Espanyol            | España        | 2015-2017     | 17       | 1     |
| K. A. S. Eupen (cedido)      | Bélgica       | 2016-2017     | 39       | 13    |
| K. A. A. Gante               | Bélgica       | 2017-2020     | 34       | 2     |
| SV Zulte Waregem (cedido)    | Bélgica       | 2018-2019     | 16       | 1     |
| Sint-Truidense (cedido)      | Bélgica       | 2019          | 13       | 4     |
| F. C. Orenburg (cedido)      | Rusia         | 2020          | 5        | 0     |
| Girona F. C.                 | España        | 2020-2021     | 43       | 11    |
| Deportivo Alavés             | España        | 2021-2023     | 43       | 8     |
| Rayo Vallecano (cedido)      | España        | 2022          | 14       | 0     |
| Real Valladolid C. F.        | España        | 2023-act.     | 58       | 13    |
| Total carrera                | Total carrera | Total carrera | 357      | 71    |